# Valentínove
Valentínove (en (ucraïnès): Валентинове) és un poble de la República Autònoma de Crimea a Ucraïna, que el 2014 tenia 253 habitants. Pertany al districte rural de Saki.